# John Joseph Rawlings
John Joseph Rawlings byl britský inženýr a vynálezce první moderní hmoždinky, známé pod označením „rawlplug“. Vynalezl ji na přelomu let 1910 a 1911, kdy ji k patentování přihlásil. Trademark rawlplug získal o rok později a patent až v roce 1913. V roce 1919 se jeho firma Rawlings Brothers, přejmenovala na Rawlplug Ltd.